# 坎普号护航驱逐舰
坎普号护航驱逐舰（英語：USS Camp，舷号：DE-251），是美国海军于第二次世界大战期间建造的一艘埃德索尔级护航驱逐舰，其舰名取自在中途岛战役中阵亡的杰克·希尔·坎普（Jack Hill Camp）少尉。
该舰由O·H·坎普夫人冠名，于1943年1月27日在德克萨斯州休斯敦布朗造船公司铺设龙骨，随后于1943年4月16日下水。1943年9月16日，坎普号正式服役，交由普雷斯顿·巴克·梅弗（Preston Baker Mavor）中校指挥。

## 设计与装备
埃德索尔级护航驱逐舰的设计与巴克利级护航驱逐舰类似，均采用长船体并建有较高的舰桥。该级护航驱逐舰配备3英寸（76毫米）50倍径单装主炮，坎普号后续更换为5英寸（127毫米）38倍径主炮。该级护航驱逐舰由4台费尔班克斯-莫尔斯38D8-1/8-10内燃机提供动力，总功率最高可达6000匹马力，最高航速21节。其燃料舱可携带312吨重油，在12节航速下航程可达11000海里。此外，该级舰船还配备有较完善的侦查搜索系统，包括SL或SU水面雷达、SA对空雷达、QC声呐系统以及用于监听潜艇无线电的HF/DF天线。

## 服役历史
服役后的坎普号并未直接参与作战行动，她首先作为训练舰培训其他护航船只的船员，此项任务结束后才于1943年12月14日驶抵弗吉尼亚州诺福克，护送一批船团前往卡萨布兰卡。1944年1月24日，坎普号返回诺福克，此后的一年半内，她都在纽约至英国航线执行护航任务，任务期间，她所在船队无一损失。1944年11月16日，坎普号与一艘商船在爱尔兰南部海域相撞，造成舰上1人死亡，她随后前往船厂更换船头并换装了5英寸主炮。1945年6月19日，坎普号在大西洋海域的系列任务正式结束。
7月9日，坎普号由南卡罗来纳州查尔斯顿出发，经巴拿马运河前往太平洋。抵达珍珠港后，她先作为训练舰执行任务，随后启程前往埃内韦塔克环礁协助占领行动。之后，坎普号又前往米利环礁监督当地日军撤离并在夸贾林环礁海域执行海空救援任务。11月4日，坎普号启程返航，最终于12月10日抵达纽约。1946年5月1日，坎普号自美国海军退役。
1955年12月7日，坎普号被重新分类为雷达哨戒驱逐舰DER-251并接受了相应的改造，1956年7月31日，她作为导弹预警系统的一部分重新服役。1957年2月19日，坎普号驶抵罗德岛州纽波特报道，随后北上纽芬兰阿真舍，此后的数年内，她一直在北大西洋活动。
1965年，坎普号搭载的大型预警雷达被拆除，她随后被派往中南半岛执行巡逻和封锁任务。1971年2月6日，坎普号被转交至越南共和国海军，更名陈兴道（RVNS Trần Hưng Đạo (HQ-1)）。1975年12月30日，坎普号自美国海军除籍。四三〇事件后，陈兴道号逃往菲律宾并于次年4月5日加入菲律宾海军，更名拉贾·拉坎杜拉（BRP Rajah Lakandula (PF-4)）。1988年，拉贾·拉坎杜拉号退役，有记录表明1995年时她被用作固定指挥船，1999年时被用作固定营船，后续情况未知。

## 荣誉
坎普号服役期间所获荣誉如下：
|  |  |

|                                         |                                                       |  |
| Silver star · Bronze star · Bronze star | Bronze star · Bronze star · Bronze star · Bronze star |  |

| 海军远征奖章 | 美国战役奖章 |

| 欧洲-非洲-中东战役奖章       | 第二次世界大战胜利奖章                 | 国防部服役奖章 |
| 越南服役奖章 （7枚战斗之星） | 越南共和国英勇十字奖章 （4枚战斗之星） | 越南战役奖章   |

## 历任舰长
| 姓名       | 译文                     | 军衔             | 所属军种       | 任职时间                    |
| ---------- | ------------------------ | ---------------- | -------------- | --------------------------- |
|            | 普雷斯顿·巴克·梅弗       | 中校             | 美国海岸警卫队 | 1943年9月16日               |
|            | 小拉塞尔·伦道夫·维希     | 少校             | 美国海岸警卫队 | 1944年6月17日               |
|            | 朱利安·J·辛格勒          | 少校             | 美国海岸警卫队 | 1945年8月17日-1946年5月1日  |
|            | 小弗兰克·克莱德·邓纳姆   | 少校             | 美国海军       | 1956年7月31日               |
|            | 约瑟夫·博洛蒂            | 少校             | 美国海军       | 1957年7月26日               |
|            | 诺伯特·安东尼·赖克       | 中校             | 美国海军       | 1958年11月10日              |
|            | 约翰·罗伯特·尤因         | 少校             | 美国海军       | 1960年3月23日               |
|            | 罗伯特·帕克·希尔顿       | 少校             | 美国海军       | 1961年7月14日               |
|            | 托马斯·泰勒·西利         | 少校             | 美国海军       | 1962年7月11日               |
|            | 埃德加·莱斯利·基尔伯恩   | 上尉             | 美国海军       | 1964年4月29日               |
|            | 弗兰克·内贝克尔·汉內根   | 少校             | 美国海军       | 1964年6月22日               |
|            | 保罗·唐纳德·布彻         | 少校             | 美国海军       | 1966年12月16日              |
|            | 詹姆斯·克拉灵顿·吉尔伯特 | 少校             | 美国海军       | 1968年6月21日               |
|            | 伯顿·奥德里奇·罗宾斯三世 | 少校（升任中校） | -              | 1969年9月12日-1971年2月13日 |
| 参考文献： |                          |                  |                |                             |